# Irrisor noir
Rhinopomastus aterrimus
Espèce
Synonymes
- Promerops aterrimus Stephens, 1826
(protonyme)

Statut de conservation UICN

 LC  : Préoccupation mineure
L'Irrisor noir (Rhinopomastus aterrimus) est une espèce d'oiseaux de la famille des Phoeniculidae.

## Répartition
Cet oiseau vit en Afrique subsaharienne.